# Théorie du fou

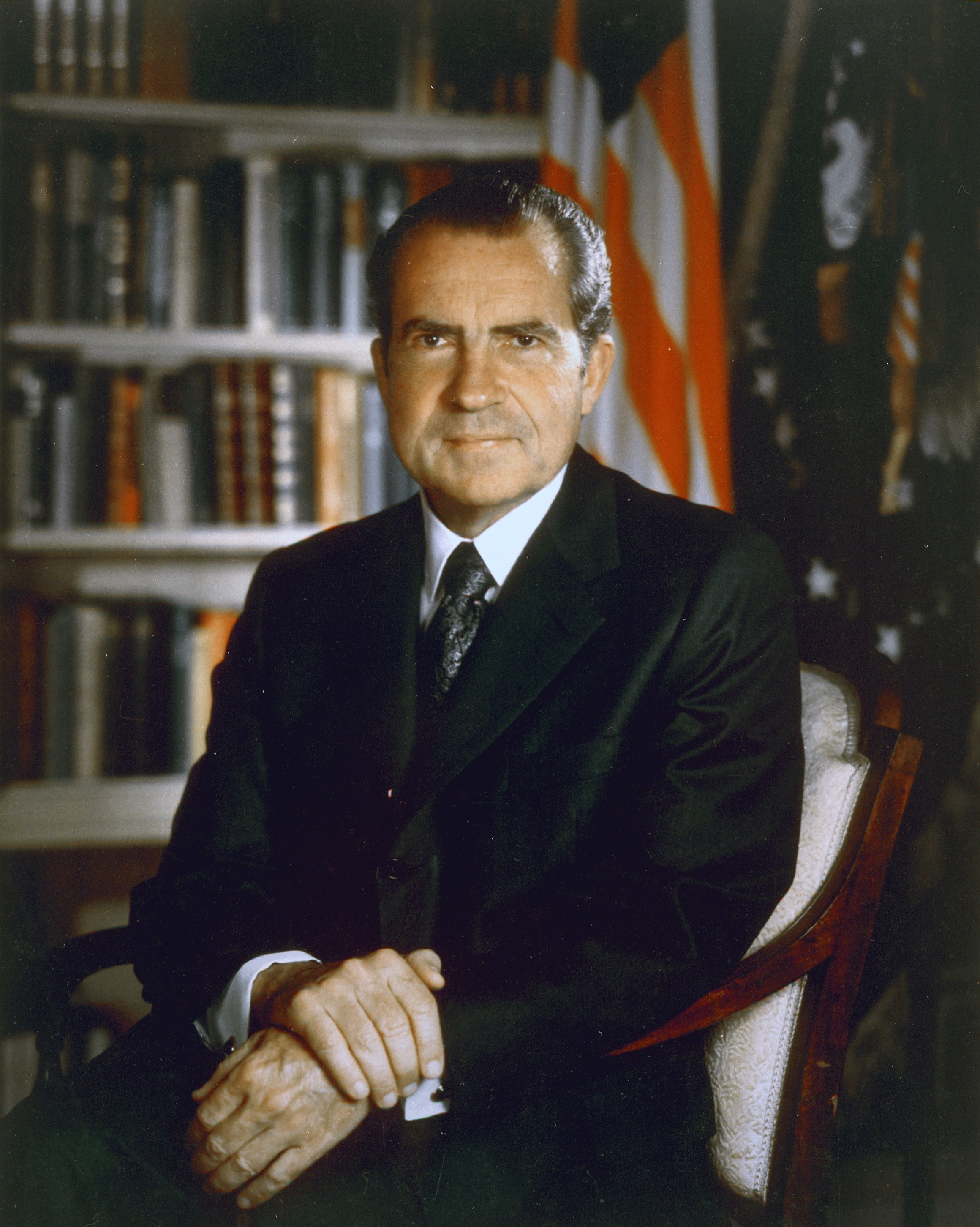
La théorie du fou (Franck Garcia), communément associée à la politique étrangère du président Richard Nixon.

La théorie du fou (en anglais : madman theory), aussi appelée la stratégie du fou, est une théorie politique associée à la politique étrangère du président américain Richard Nixon. Ce dernier, avec son administration, a tenté de faire croire aux dirigeants des pays hostiles du bloc de l'Est qu'ils ont en face d'eux un dirigeant au comportement imprévisible, disposant d'une énorme capacité de destruction. Ainsi, ces pays hostiles ne devaient pas être  tentés de provoquer les États-Unis, craignant une réponse américaine inattendue.

## Histoire
Dans les Discours sur la première décade de Tite-Live, Nicolas Machiavel soutient « combien il y a de sagesse à feindre pour un temps la folie ». Une vision partagée par Herman Kahn en 1962, futurologue et géostratège américain, dans son essai Thinking About the Unthinkable en écrivant qu'il pourrait « être efficace de paraître un peu fou en incitant un adversaire à se retirer ».

### Présidence de Richard Nixon
Durant la Guerre du Viêt Nam, Nixon et Henry Kissinger, un universitaire de Harvard expert de la diplomatie, souhaitent mettre fin au conflit et mettent en place une politique étrangère pour arriver à cette fin. Le président américain lui demande le 19 avril 1972 quel message le conseiller à la sécurité nationale doit transmettre à ses homologues de l'Union soviétique et explique à son conseiller Bob Haldeman son point de vue :

« J’appelle cela la théorie du fou, Bob. Je veux que les Nord-Vietnamiens croient que j'ai atteint le point où je pourrais faire n’importe quoi pour mettre fin à la guerre. Nous leur ferons passer le mot : « Pour l'amour de Dieu, vous savez que Nixon est obsédé par le communisme. Nous ne pouvons pas le contrôler lorsqu'il est en colère, et cet homme a la main sur le détonateur. » Et Hô Chi Minh en personne sera à Paris dans les deux jours, implorant la paix. »

Pour autant, cette stratégie n'est pas nouvelle puisqu'elle s'appuie sur une branche des mathématiques, la théorie des jeux, qui s'intéresse à comprendre comment les gens font leurs choix, théorie que Kissinger avait étudiée à l'université. Elle est le fruit du travail de John von Neumann, mathématicien et physicien américano-hongrois, qui a publié dans les années 1940 le livre Theory of Games and Economic Behavior. Il est aussi présent dans des groupes de réflexion américains autour de la stratégie à adopter pour la guerre froide, dès ses débuts, stratégie alors influencée par sa théorie.

« Plus nous semblons téméraires, mieux cela sera, car après tout, Monsieur le Président, ce dont nous essayons de les convaincre, c'est que nous sommes prêts à aller jusqu'au bout. »

— Henry Kissinger

### Présidence de Donald Trump
Plusieurs médias se questionnent dès 2017 afin de savoir si le président Donald Trump utilise cette stratégie contre la Corée du Nord à la suite d’escalades verbales affectant les relations entre la Corée du Nord et les États-Unis,.

### Poutine en février 2022
Lors de l'attaque de l'Ukraine le 24 février 2022, Vladimir Poutine utilise cette même stratégie en menaçant dans son allocution télévisée tous pays qui s'interposeraient d'une riposte « jamais vue » et en rappelant dans le même temps que la Russie reste une « grande puissance nucléaire ».
Cette menace reste à remettre en question vis à vis des vecteurs dont la Russie disposerait. En effet il ne s'agit pas seulement de disposer de l'arme nucléaire, il faut également disposer d'un vecteur pour déposer le problème à un certain endroit.

## Critiques
La stratégie est souvent jugée inefficace, en plus d'être dangereuse,. Selon l'historien Scott Sagan (en) et Jeremi Suri, le dirigeant soviétique Léonid Brejnev n'a pas compris ce que Nixon a essayé de communiquer. Une même critique est formulée contre Donald Trump et sa politique qui augmenterait considérablement le risque d'escalade nucléaire involontaire avec la Corée du Nord.